# Vriesea interrogatoria
Vriesea interrogatoria là một loài thuộc chi Vriesea. Đây là loài đặc hữu của Brasil.